# Велька-Фатра (национальный парк)
Национальный парк Велька-Фатра (словац. Národný park Veľká Fatra) — национальный парк в Словакии. Большая часть его территории находится в южной части Жилинского края, небольшая часть расположена на севере Банскобистрицкого края. Национальный парк и охранная зона охватывает большую часть территории горного массива Большая Фатра — части Западных Карпат и юго-западной части Старогорских гор.
Национальный парк был основан 1 апреля 2002 года и подтвердил высший уровень защиты охраняемой ландшафтной территории Велька-Фатра, объявленный в 1972 году для защиты горного массива с высокой долей девственных карпатских лесов. Здесь преобладает европейский бук, занимающий 90 % площади лесных участков, в сочетании с грядовыми пастбищами, датируемыми XV—XVII веками, освоенными в ходе так называемой валашской колонизации. Здесь также сохранились участки хвойных лесов, а Харманецке-удоли известен, как самый обширный тисовый участок в Центральной и даже, вероятно, во всей Европе.
Национальный парк Велька Фатра также является важным источником питьевой воды из-за большого количества осадков и низкого испарения в этом районе. Ядро хребта состоит из гранита, который лишь в нескольких местах выходит на поверхность, чаще всего встречаются различные сланцевые хребты, известные как Холна-Фатра, а также известняковые и доломитовые скалы, которые образуют живописные ландшафты, известные как Бральна-Фатра. Есть также многочисленные карстовые пещеры, одна из которых, Гарманецка Яскиня, открыта для посещения.
Различные типы скал и почв, разные типы местности с лугами и пастбищами, скалами и долинами создают условия для очень богатой флоры и фауны. Здесь в изобилии обитают все европейские виды хищников: бурый медведь, волк и рысь.
Этот район популярен среди туристов, особенно среди любителей пеших прогулок. Неподалеку находится поселок Влколинец, объект всемирного культурного наследия ЮНЕСКО. После вступления Словакии в Европейский Союз национальный парк Велька-Фатра был включен в число территорий европейского значения в системе NATURA 2000.